# 서택리
서택리(徐擇履, 1598년 ~ 1654년)는 조선의 문신이다. 본관은 대구, 자는 여정(汝精), 할아버지는 판중추부사 약봉 서성(徐渻), 아버지는 종친부전첨 서경수(徐景雨), 어머니는 김희(金僖)의 딸인 광산 김씨(光山金氏)이고, 부인은 이신립(李信立)의 딸인 전주 이씨(全州李氏)이며, 형은 사재감첨정 서형리(徐亨履)이다.

## 생애
서택리는 1598년(선조 31년)에 서경수의 차남으로 태어났고, 세자익위사(世子翊衛司)의 익위(翊衛 - 정5품) 관직을 지냈다. 1654년(효종 5년)에 57세로 돌아가셨다.

## 가족 관계
- 고조할아버지: 서고(徐固)
  - 증조할아버지: 서해(徐嶰)
    - 할아버지: 서성(徐渻)
      - 아버지: 서경수(徐景需)
      - 어머니: 김희의 딸
        - 형: 서형리(徐亨履)
        - 동생: 서상리(徐祥履)
        - 동생: 서광리(徐匡履)
        - 동생: 서홍리(徐弘履)
        - 동생: 서명리(徐明履)
        - 서제: 서복리(徐福履)
        - 서제: 서공리(徐恭履)